# Friedrich Albrecht von Borck
Friedrich Albrecht von Borck auch Borcke (* 2. August 1730; † 14. Januar 1811 in Königsberg) war ein preußischer Beamter, Landrat und Kammerdirektor.

## Leben

### Herkunft
Albrecht Friedrich war Angehöriger des pommerschen Adelsgeschlechts Borcke. Seine Eltern waren der preußische Oberst sowie Erbherr auf Cratzig in Pommern und Perkuiken in Preußen, Justus (Jost) Andreas von Borcke (1686–1744) und dessen Ehefrau Katharine von Kanitz (1700–1744). Seine Schwester Henriette Gottliebe von Borck war mit General Albrecht Graf von Egloffstein vermählt. Sein Bruder Philipp Christian von Borck (1735–1782), bestritt eine Offizierslaufbahn bei der Kavallerie in der preußischen Armee.

### Werdegang
Borck nahm mit dem Sommersemester 1746 ein Studium an der Albertus-Universität Königsberg auf. Im Zeitraum etwa von 1750 bis 1757 war er Referendar beim Ostpreußischen Hofgericht. Nach sechs Jahren Referendariat bat er um seinen Abschied, um sich auf seine Güter zurückzuziehen. Er besaß aus väterlichem Erbe gemeinsam mit seinem Bruder Perkuiken, Roddau und Adamswalde. Wegen Cratzig verglich er sich mit seinem Bruder Philipp Christian 1760 und verkaufte es dann 1780 dem General Wilhelm von Krockow. Weiterhin war er auch Erbherr auf Regenwalde und besaß von 1777 bis 1788 auch das preußische Gut Garbeninken. Der Abschied wurde ihm augenscheinlich nicht gewährt, denn er amtierte seit 1763 als Nachfolger für Wilhelm von Massenbach († 1761) als Landrat zu Schaaken. Auf Empfehlung des Ministers von Hagen wurde er im Frühjahr 1770 für mehrere Monate zum Generaldirektorium versetzt, war dann aber ab Juni 1770 zweiter Direktor in Gumbinnen. Nach 1788 war er Kammerdirektor in Königsberg. In dieser Stellung blieb er bis Januar 1803. Er wurde mit 500 Talern jährlicher Pension in den Ruhestand versetzt, blieb aber darüber hinaus noch mit 100 Talern jährlichem Gehalt einer der Direktoren des Königsberger Braukollegiums.

### Familie
Borcke vermählte sich 1764 mit Eleonore von Hirsch (1747–1827). Aus dieser Ehe gingen ein jungverstorbener Sohn Friedrich August (1765–1766) und zwei Töchter hervor.
- Karoline (1774–1831) ⚭ 1791 Leopold Graf von Kalnein (1737–1818), Sohn des Generals Karl Erhard von Kalnein
- Auguste Alexandrine Emilie (1776–1865) ⚭ 1799 Christoph[2] (Christian[3]) von Tettau (1778–1806), preußischer Leutnant, gefallen im Gefecht bei Soldau[4]